# 정화의 원정

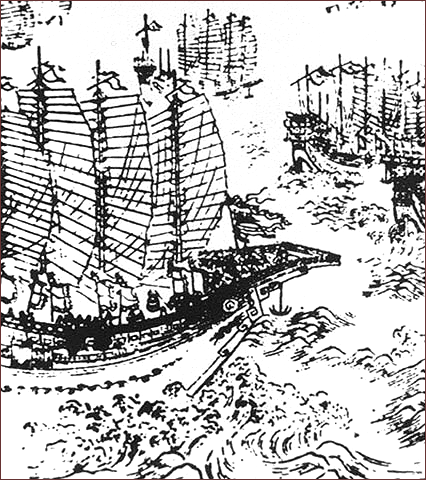
정화의 원정에 참여했던 범선들을 묘사한 17세기 중국의 목판화

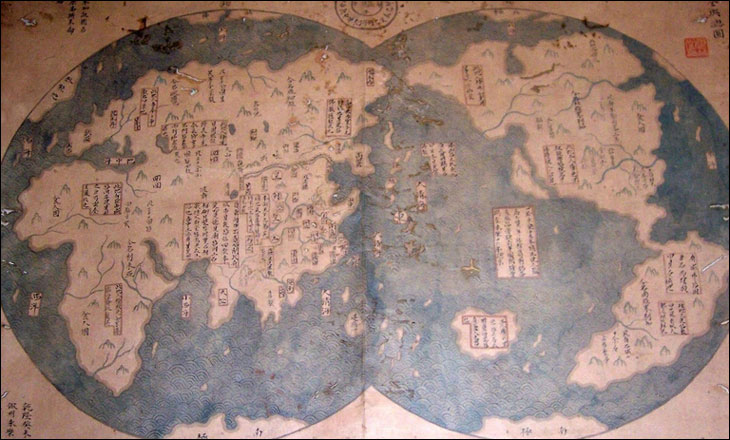
정화의 지도

하서양(下西洋)은 1405년과 1433년 사이에 걸쳐 일어난 7번의 탐험 원정이다. 영락제가 1403년에 함대의 건설을 명했고, 이 함대는 환관 정화의 지휘를 받아 남중국해, 인도양을 거쳐 아프리카의 해안까지 다녀오는 성과를 올렸다. 7번의 원정들 중 6번은 영락제의 재위 시기에 행해졌고, 나머지 1번은 선덕제의 재위 시기에 일어났다. 첫번째 원정부터 세번째 원정까지는 인도의 캘리컷까지 항해한 후 돌아왔고, 네 번째 원정은 페르시아 만의 호르무즈까지 갔다. 이후에는 아라비아 반도와 아프리카 대륙 동부까지 항해한 이후 명나라로 성공적으로 귀환했다.
원정에 사용된 함선들은 중무장을 하고 있었고, 엄청난 양의 보물들을 싣고 있었다. 이 보물들은 중국의 부와 권력을 타 지방에 과시하기 위한 목적이 강했다. 그들은 명나라에 조공을 바치기를 원하는 지역 지도자들의 대사들을 귀환할 때 함께 데리고 갔다. 이 원정 동안 그들은 팔렘방 지역의 해적 함대를 소탕했고, 명-코테 전쟁에서 스리랑카의 알라케쉬바라 왕을 쫓아내고 새로운 왕을 세웠으며, 인도네시아 수마트라 섬 북부의 군사 세력들을 진압하였다. 이 때 일어난 명나라의 군사 원정으로 인하여 많은 나라들이 명나라에 조공을 바치게 되었으며, 명나라는 더욱 강력한 군사적, 외교적 영향력을 세계 곳곳에 미칠 수 있었다. 또한 해적 소탕과 강력한 군사력을 기반으로 한 명나라 함대는 해상을 평화로이 만드는 데 일조하였기에, 주변 나라들의 교류가 더욱 원활해졌으며 명나라의 위상은 덩달아 높아졌다.
정화의 원정은 귀족들의 지지를 받았는데, 이들의 지지는 황제의 총애 여부에 따라 달라지는 경향이 강했다. 게다가 과거 시험을 통해 올라온 명나라의 전문 관료들은 이 귀족들에 대단히 배타적이었고, 대규모 원정도 탐탁치 않게 여겼다. 이후 선덕제가 즉위하고 관료들이 핵심 권력을 잡자, 귀족들은 황제의 신임을 잃었고 더 이상 대규모 원정을 주장할 정도의 세력도 남지 않게 되었다. 이후 원정이 중단되자 경제의 중앙집권화는 더욱 강해졌는데, 원정으로 인하여 대규모 흑자를 보던 지역의 호족들과 관리들이 더 이상 이에서 이익을 창출해내지 못했기 때문이다. 황제는 이를 깨달았고, 황권 강화를 위해 더더욱 원정대 파견을 실시하는 것에 대해 부정적인 의견을 보였다.
이 원정은 15세기에 실시되었음에도 불구하고, 명나라는 당시 동쪽과 남쪽 해안을 지킬 정도의 상당한 해군력이 있었으며, 당대 최고의 군사력을 자랑했다. 다만 현재도 이 원정의 실제 목적이 무엇인지에 대해서는 논란이 있으며, 배의 크기, 원정대의 항로, 방문한 나라와 항구들에도 이견이 조금씩 있다.